# Kartause Allerengelberg
Allerengelberg war ein 1326 gestiftetes Kloster des Kartäuserordens im Schnalstal, einem nordwärts gerichteten Seitental des Vinschgaus in Südtirol, Italien. Die Kartause wurde im Zuge der josephinischen Reformen 1782 aufgelöst. In ihren Gebäuden siedelten sich in den nachfolgenden Jahrzehnten etwa 40 Familien an. Es entstand allmählich eine neue Ortschaft: Karthaus, der heutige Hauptort der Gemeinde Schnals.

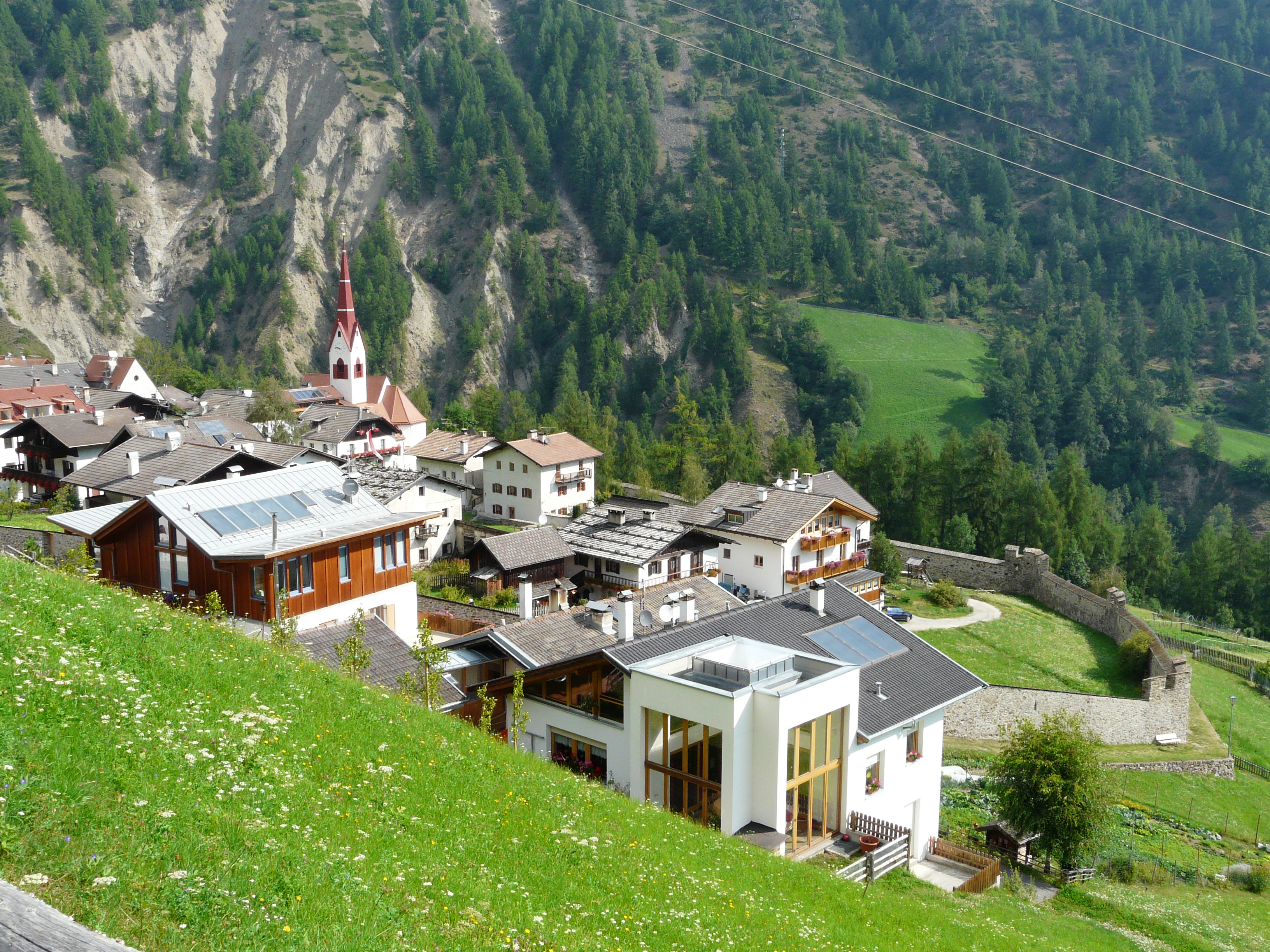
Karthaus mit alter Klostermauer

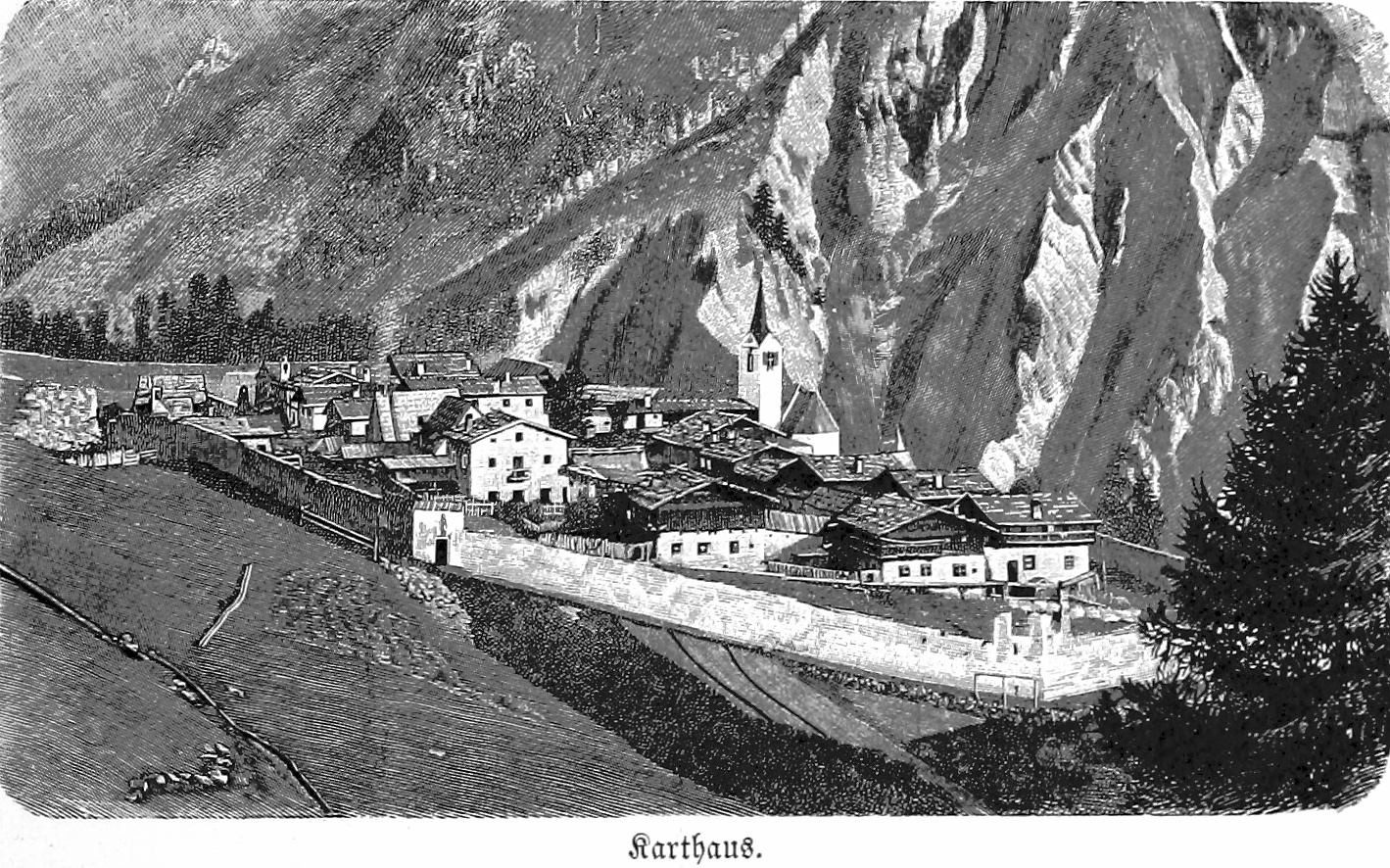
Karthaus um 1894

## Geografische Lage
Karthaus liegt auf einer 1327 m hoch gelegenen, schmalen Hangstufe auf der orografisch rechten Seite des Schnalstales. Die etwa 10,6 km vom Taleingang entfernte beckenförmige Geländeterrasse ist, von der Talstraße aus, nicht einsehbar. Zu ihr führt eine kurze Straße vom Talgrund aus, der an dieser Stelle weiträumiger und flacher zu werden beginnt. Im Ortszentrum existiert ein großzügiger Parkplatz, der von PKWs und Bussen problemlos angesteuert werden kann.

## Besichtigung

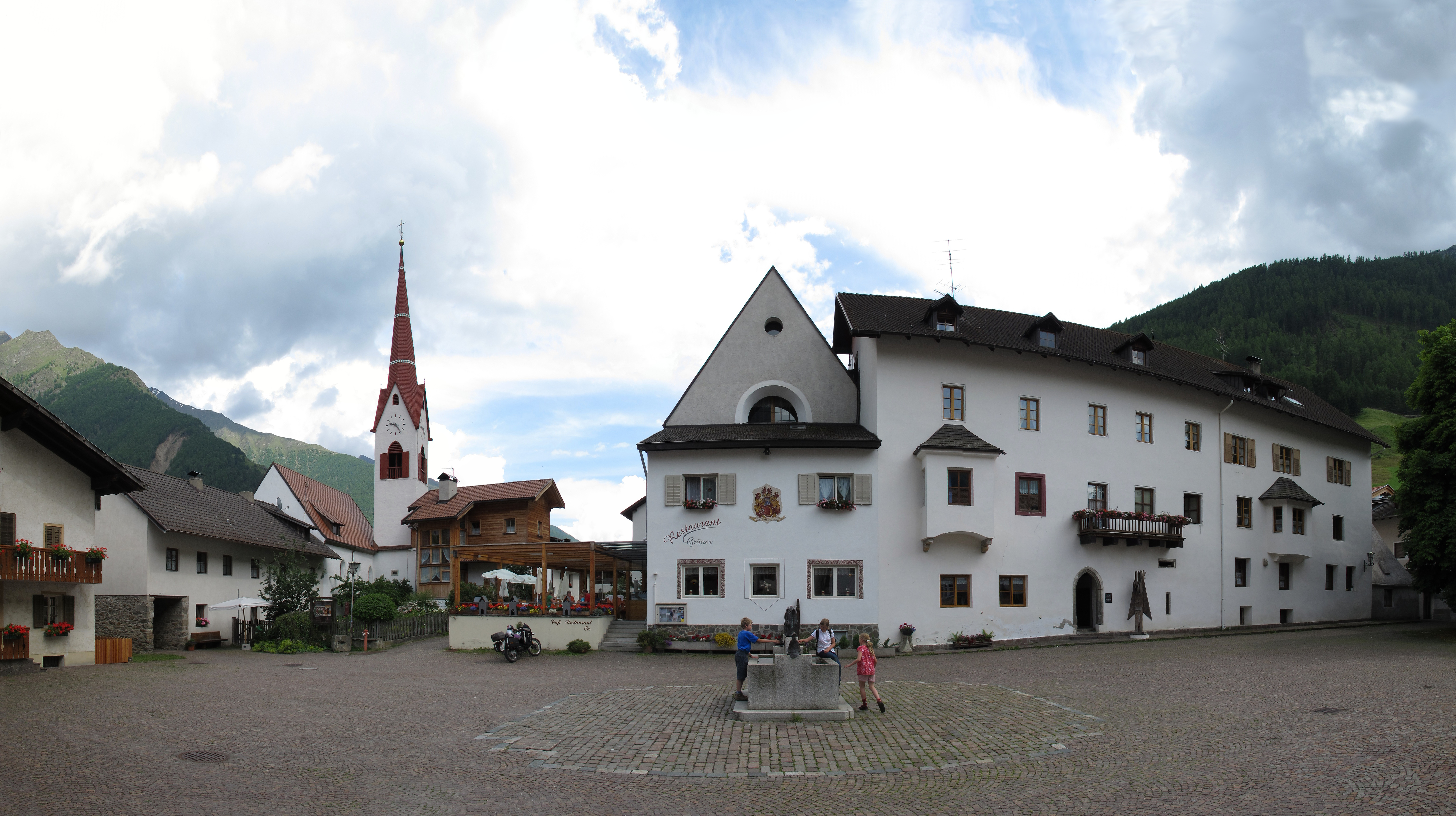
Panorama des Hauptplatzes, links St. Anna

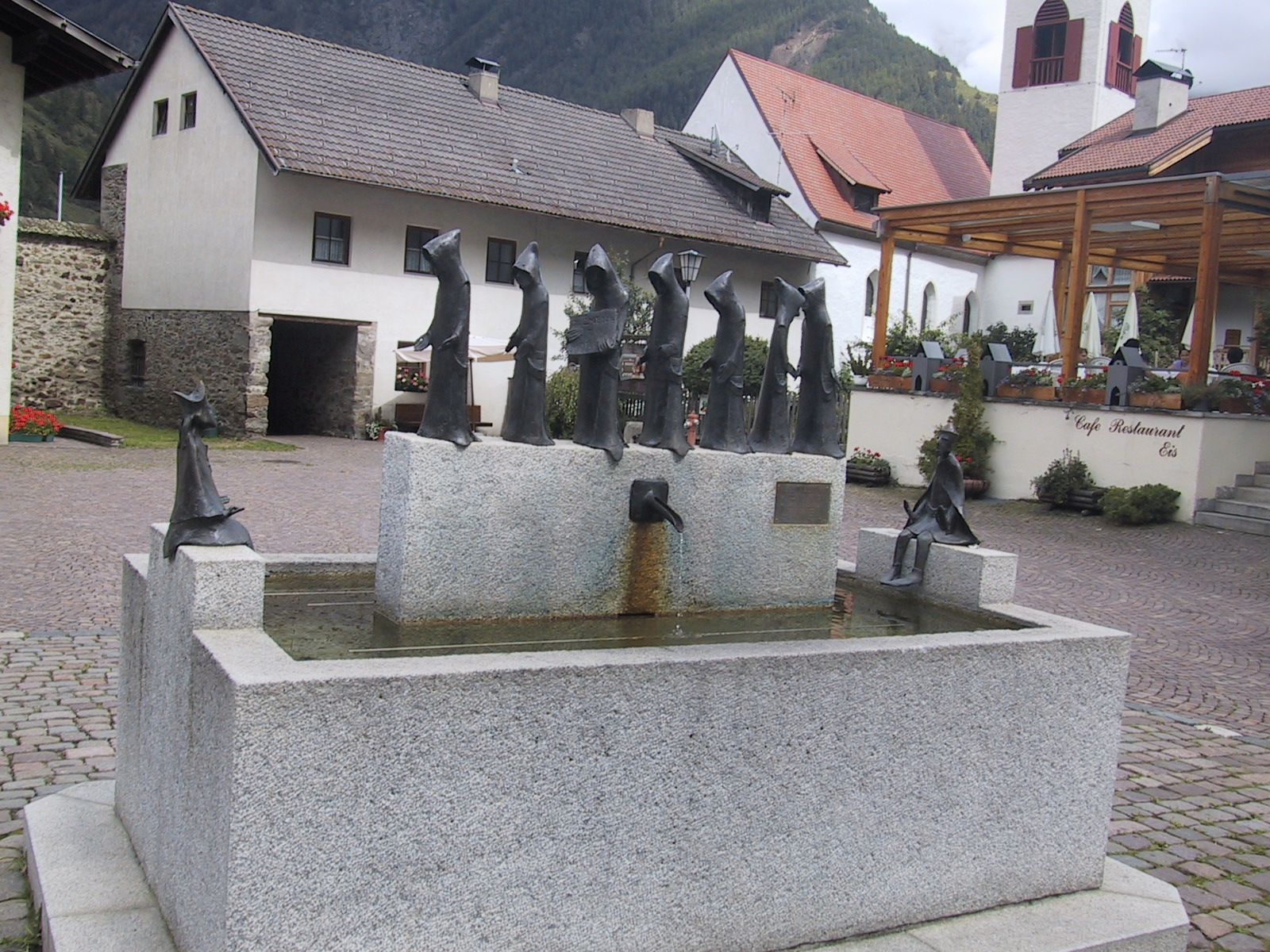
Der Brunnen auf dem Hauptplatz, gestaltet von Martin Rainer

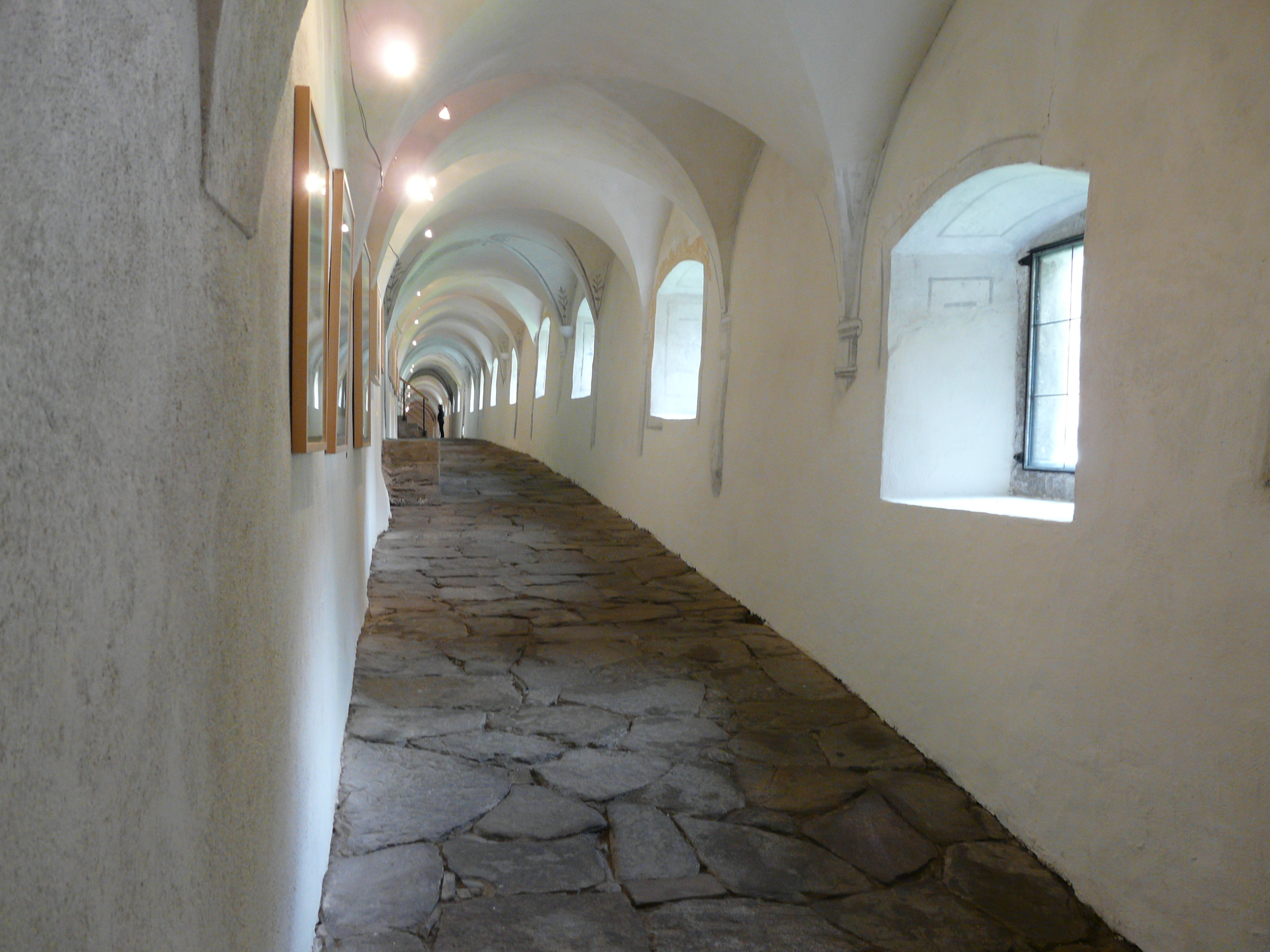
Oberer Teil des Kreuzgangs

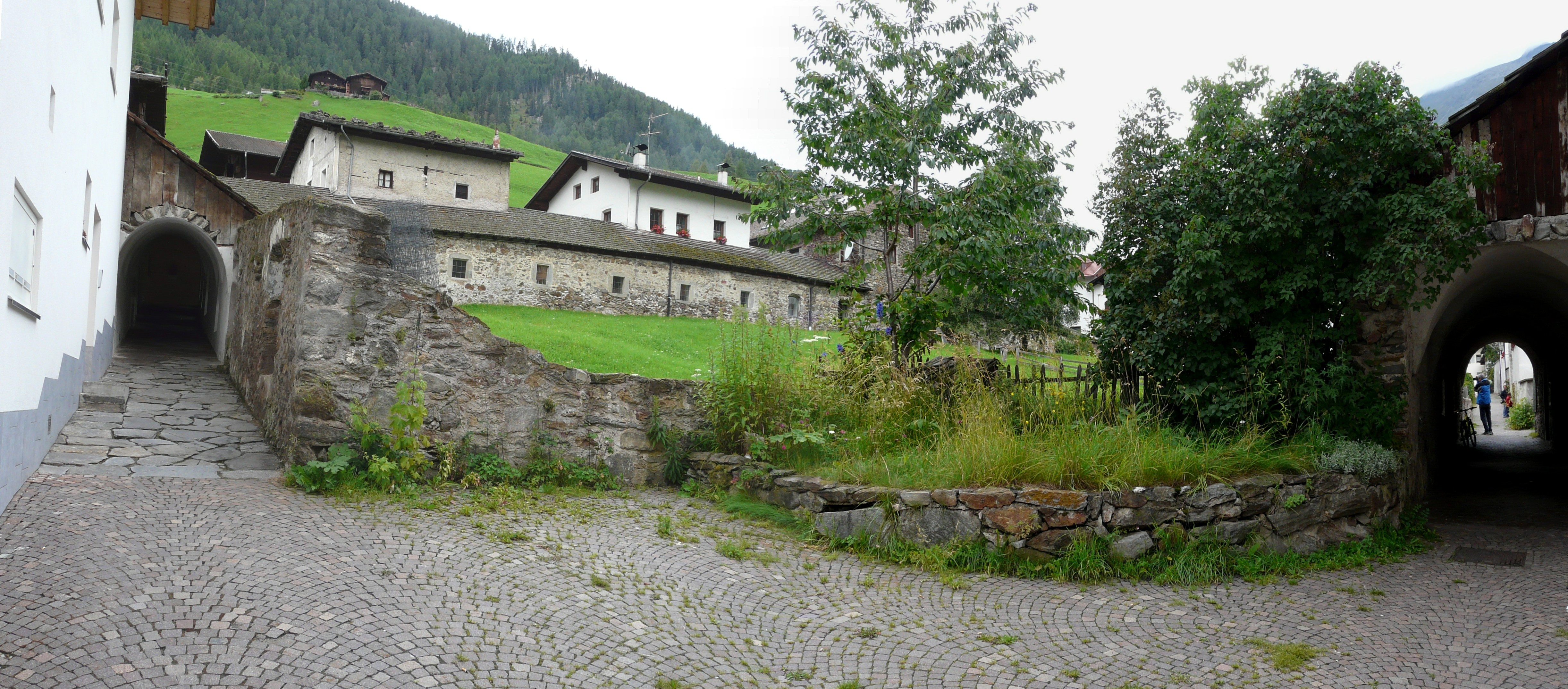
Ecke des unteren Kreuzgangs

Für ahnungslose Besucher deutet auf Anhieb nichts darauf hin, dass sie sich in einer Ortschaft befinden, die aus einer Klosteranlage entstanden ist. Deshalb ist es ratsam, vor einer Besichtigung eine Schautafel zu konsultieren, die auf dem Hauptplatz in der Nähe der Kirche aufgestellt ist. Unter der Schautafel ist ein wuchtiger, würfelförmiger Stein mit zwei eingemeißelten Vertiefungen zu sehen, die früher mit Eisendeckel geschützt waren. Das ist der alte Opferstock des Klosters, der früher beim alten Klosterportal – heute noch die Porten genannt – neben der Annakirche stand. Sie ist die heutige Pfarrkirche, ist zeitgleich mit dem Kloster entstanden und diente früher als Gesindekirche. Denn für das Wirtschaften im Kloster, für die Verköstigung der Mönche war eine bedeutende Dienstbotenanzahl zuständig. 23 waren es bei der Aufhebung des Klosters. Die Klosterknechte mussten im Ernstfall die Verteidigung des Konvents übernehmen. Die eigentliche Klosterkirche, die schönere und größere Michaelskirche, wurde in einen Stadel und einen Stall umgewandelt.
Von der Schautafel in Richtung Südosten ausgehend, wird der untere Kreuzgang betreten, der nur in Teilen erhalten geblieben ist. Schon nach einigen Schritten kommen der obere Kreuzgang und der große, leicht abschüssige, mit Gras bewachsene Innenhof des Kreuzganges ins Blickfeld. Die Spitzbogenportale und das Kreuztonnengewölbe zeugen davon, dass die Anlage in der Zeit der Gotik entstanden ist. An den Außenseiten angebaut waren die geräumigen Zellenhäuser der Mönche (vier jeweils am oberen und unteren Kreuzgang, zwei am südöstlichen Teil). Die Häuschen wurden aber nach der Inbesitznahme durch die neuen Bewohner umgebaut oder neu gebaut. Der Weg führt an einem kleinen Kräutergarten vorbei, der im Sommer mit Gewürz- und Heilkräutern bepflanzt wird und an die Gartenarbeit der Mönche erinnern soll, die im eigenen Garten vor ihren Häuschen Kräuter, Blumen und Gartenfrüchte selbst anbauten. Im Kreuzgang sind neben den Haustüren noch einzelne mit Holzverschlägen verriegelte Maueröffnungen sichtbar, die Schublöcher, durch die den Mönchen das Essen – um die Ecke – durchgereicht wurde, um den Sichtkontakt mit dem Überbringer zu vermeiden.
Das Kloster war von einer hohen Ringmauer mit Ecktürmchen umgeben, die in Teilen noch erhalten ist. Die Wehrmauer ist mit Schießscharten ausgestattet und besaß einen hölzernen Wehrgang, dessen sichtbare Spuren die Maueröffnungen für die Docken sind, für die Tragbalken des Wehrgangs. An die Innenseite der Wehrmauer grenzt der Banngarten an, auf dem jeder Mönch über einen eigenen Garten mit Frischwasserzufuhr verfügte.
Der geräumige Hauptplatz der Ortschaft war früher der Klosterhof, der vom Priorhaus, heute Hoher Stock genannt, vom ehemaligen Pförtnerhaus, von der Annakirche, von der Bibliothek, von der Klosterkirche, vom kleinen Kreuzgang und von den ehemaligen Wirtschafts- und Wohngebäuden für das Gesinde umgeben wurde.
In einem Hinterhof steht die Paterküche, ein Gebäude mit einem pyramidenförmigen Mantel, der in einen langgestreckten Kaminaufbau ausläuft. In dieser alten Küche befand sich bis 1956 noch ein großer offener Herd. An den Außenmauern der Paterküche sind einige rudimentäre reliefartige Skulpturen eingemauert:
- Ein Menschenkopf, der den unerlösten Adam darstellt, der wilde, ruhelose und ungebändigte Mensch, der vom Teufel besessen ist und der deshalb nicht im Inneren des Hauses angebracht werden durfte.
- Die Paradiesschlange mit einer zweigeteilten Zunge, einem vollgefressenen Leib, einem verjüngten Schwanz und mit einer eiförmigen Frucht neben dem Kopf. Sie galt als Verführerin zur Völlerei.
- Oberhalb der Schlange ist die Darstellung eines Adlers sichtbar; es ist der Hohenstaufen-Adler als Symbol für die niedere Gerichtsbarkeit, die das Kloster über acht Höfe im Schnalstal ausübte.

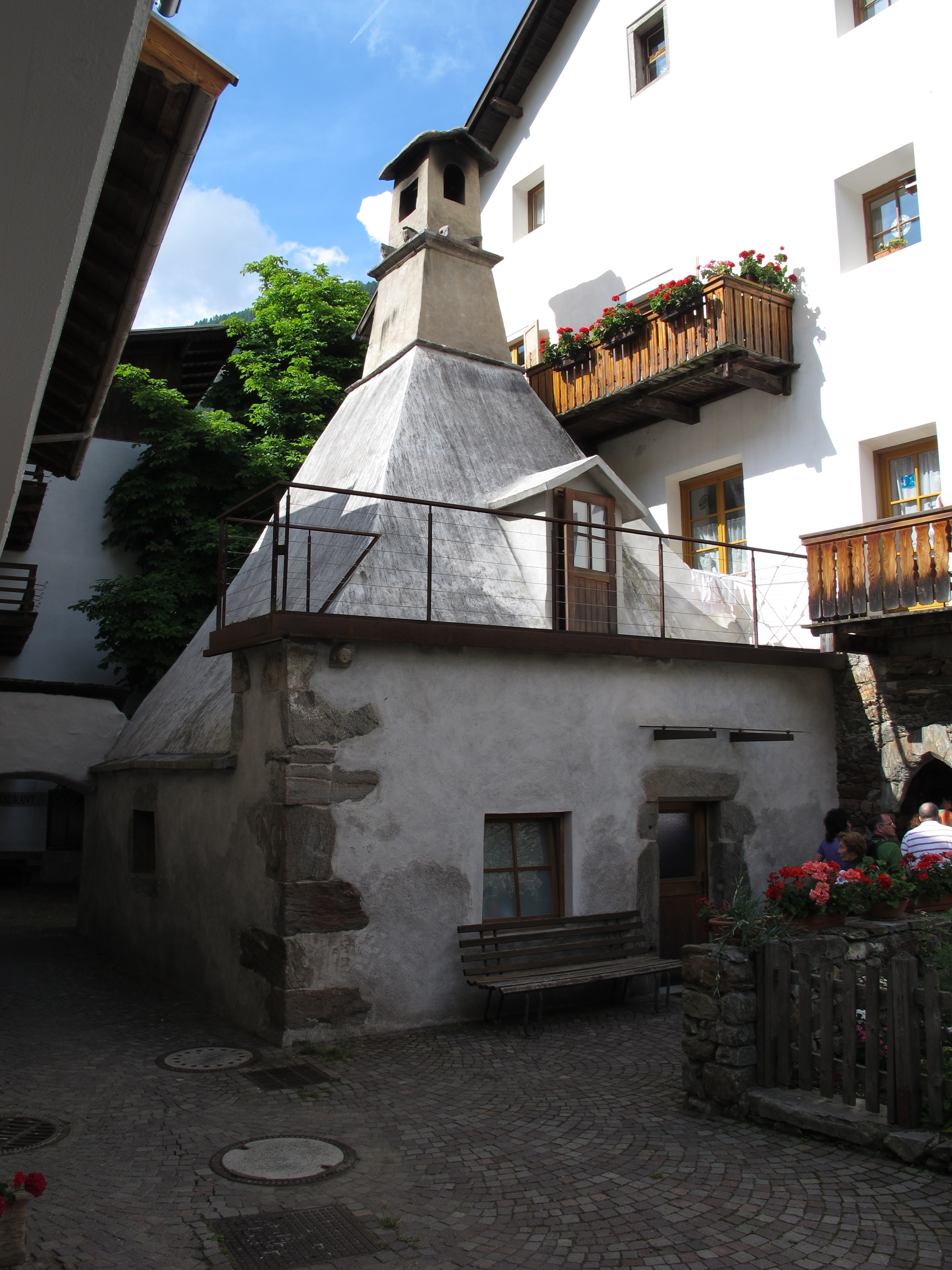
Ehemalige Klosterküche
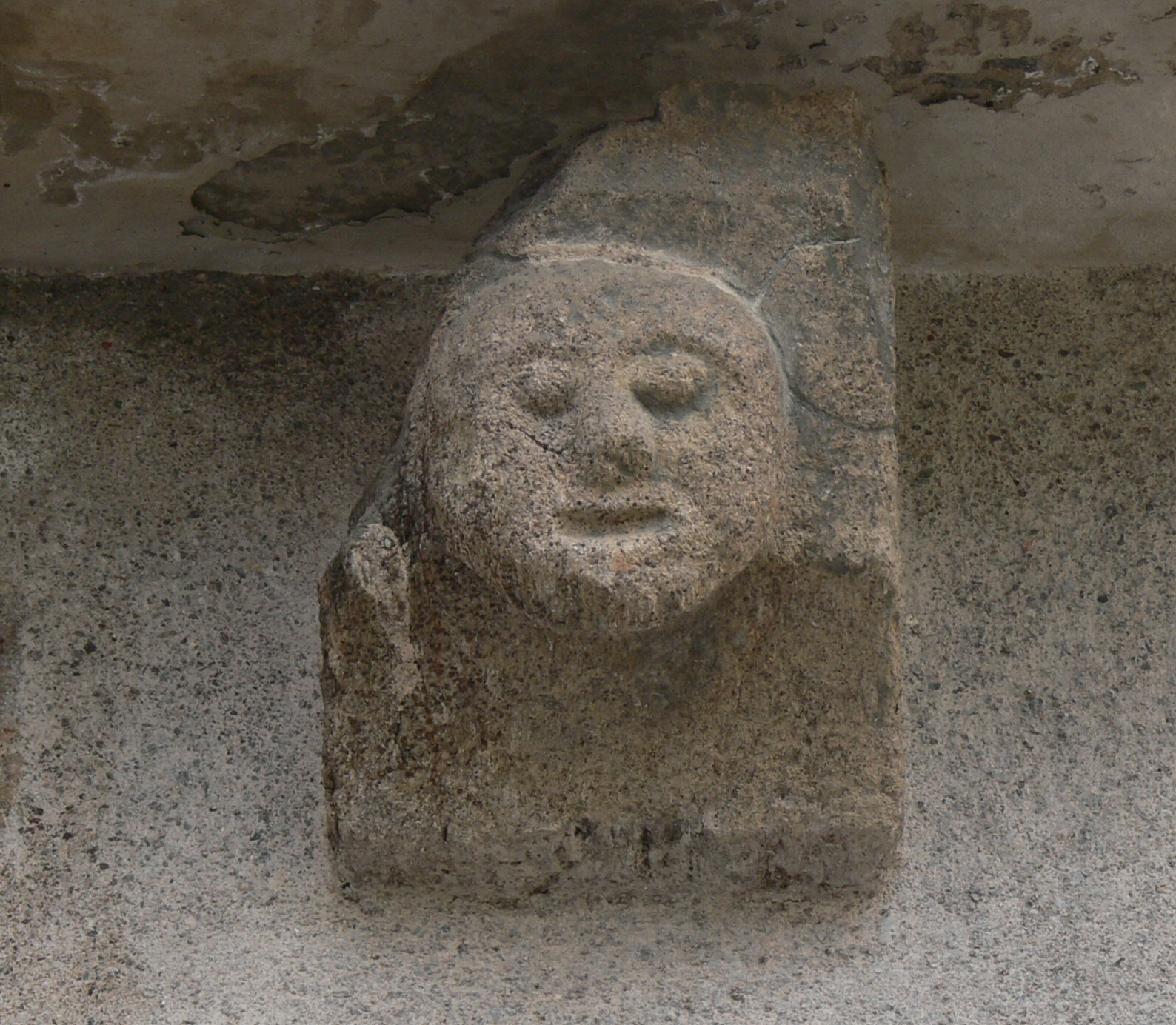
Der unerlöste Adam an der Paterkuchl

Bemerkenswert ist der Brunnen auf dem Hauptplatz. Die Bronzefiguren, die der aus dem Tale stammende Bildhauer Martin Rainer erstellt hat, stellen einen Bezug zur Geschichte des Kartäuserordens her. Der heilige Bruno kommt mit seinen sechs Gefährten nach Grenoble und wird vom dortigen Bischof mit offenen Armen aufgenommen. Auf der anderen Seite ist der Kaiser abgebildet, der seine Hände in abweisender Haltung in Richtung der Mönche hebt und damit die Ausweisung der Mönche symbolisiert. Einer der Mönche wendet den Kopf zum Kaiser zurück, hilflose Fassungslosigkeit und Ungläubigkeit ob dieser Vorgangsweise ausdrückend.
Auf einem Teil des Geländebeckens, der heute vom großen Parkplatz eingenommen wird, befand sich früher ein mit einer Ufermauer umsäumter Fischweiher. Den Kartäusermönchen war es nämlich verboten, Fleisch zu essen; der Fischverzehr war ihnen jedoch erlaubt. Sie besaßen zudem Fischereirechte auf Teilen der Etsch im Vinschgau und auf dem Haider See auf dem Reschenpass. Zahllose Eingaben des Klosters bei Gericht sind überliefert, in denen es über die Schwarzfischerei in jenen Gewässern Klage führt, sodass es Mühe hätte, seine Insassen mit der Hauptnahrung zu versorgen.
In der Klostermauer befindet sich die Heilig-Grab-Kapelle, die ebenfalls besichtigt werden kann.

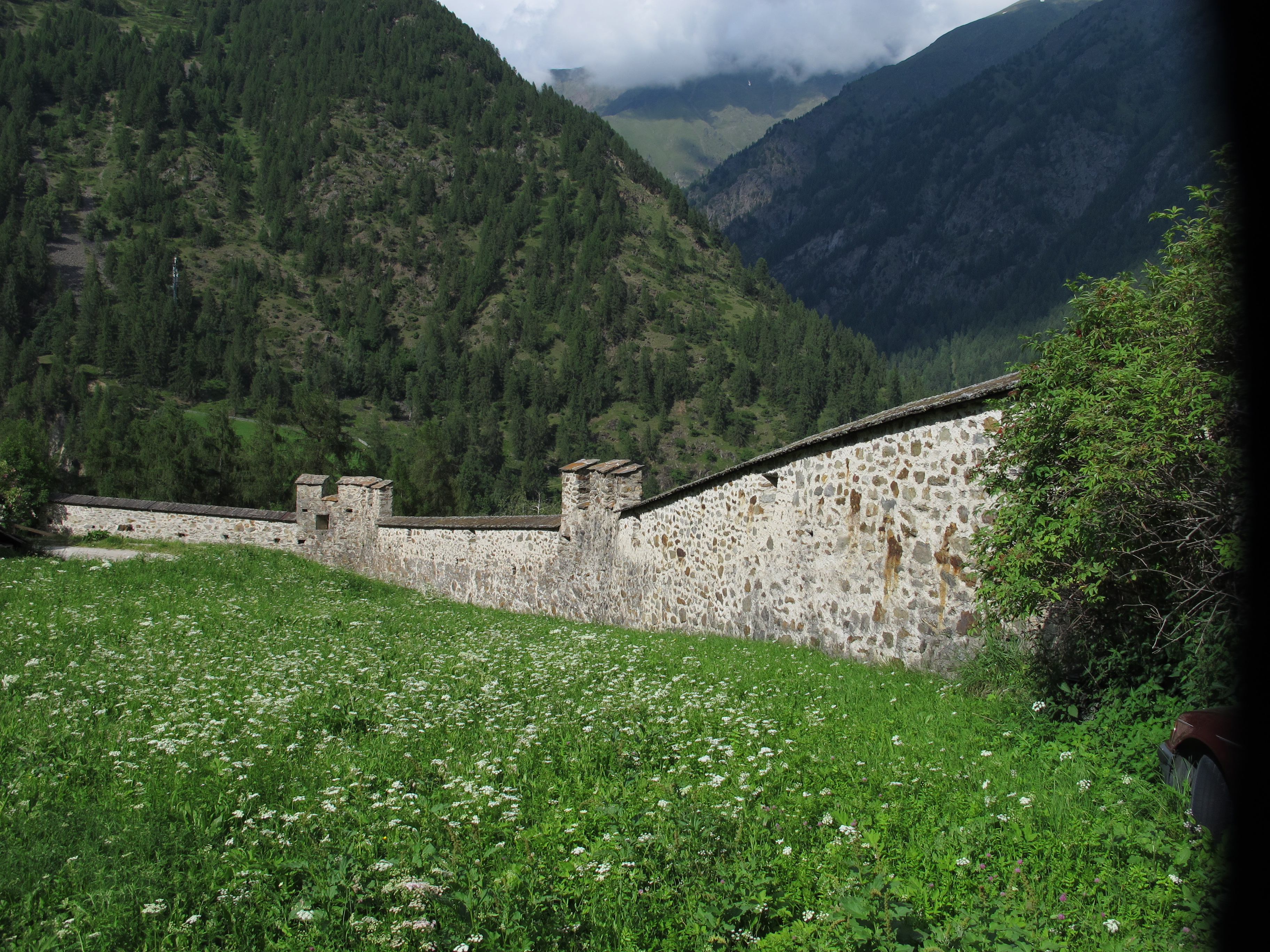
Reste der Klostermauer
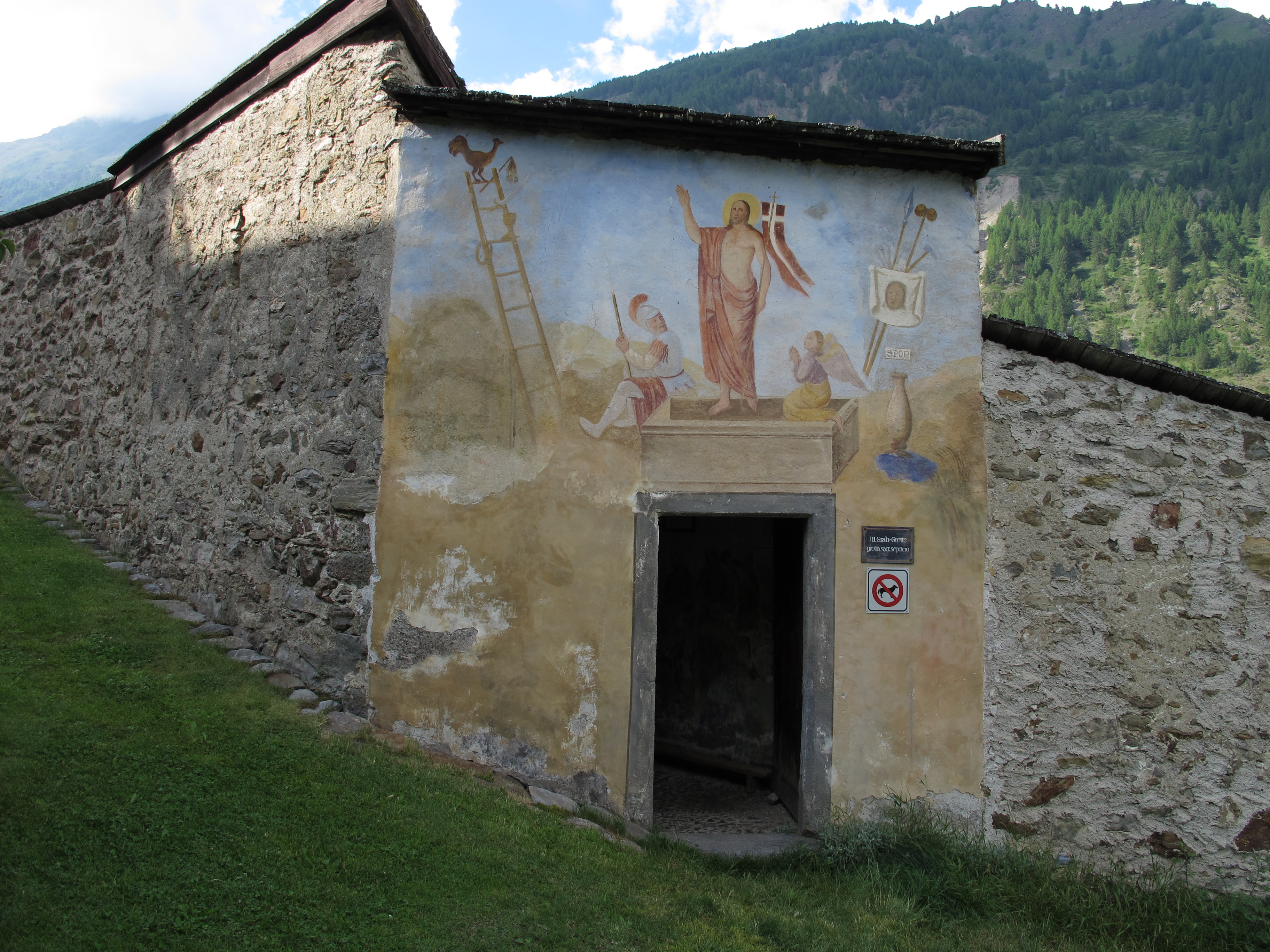
Heilig-Grab-Kapelle
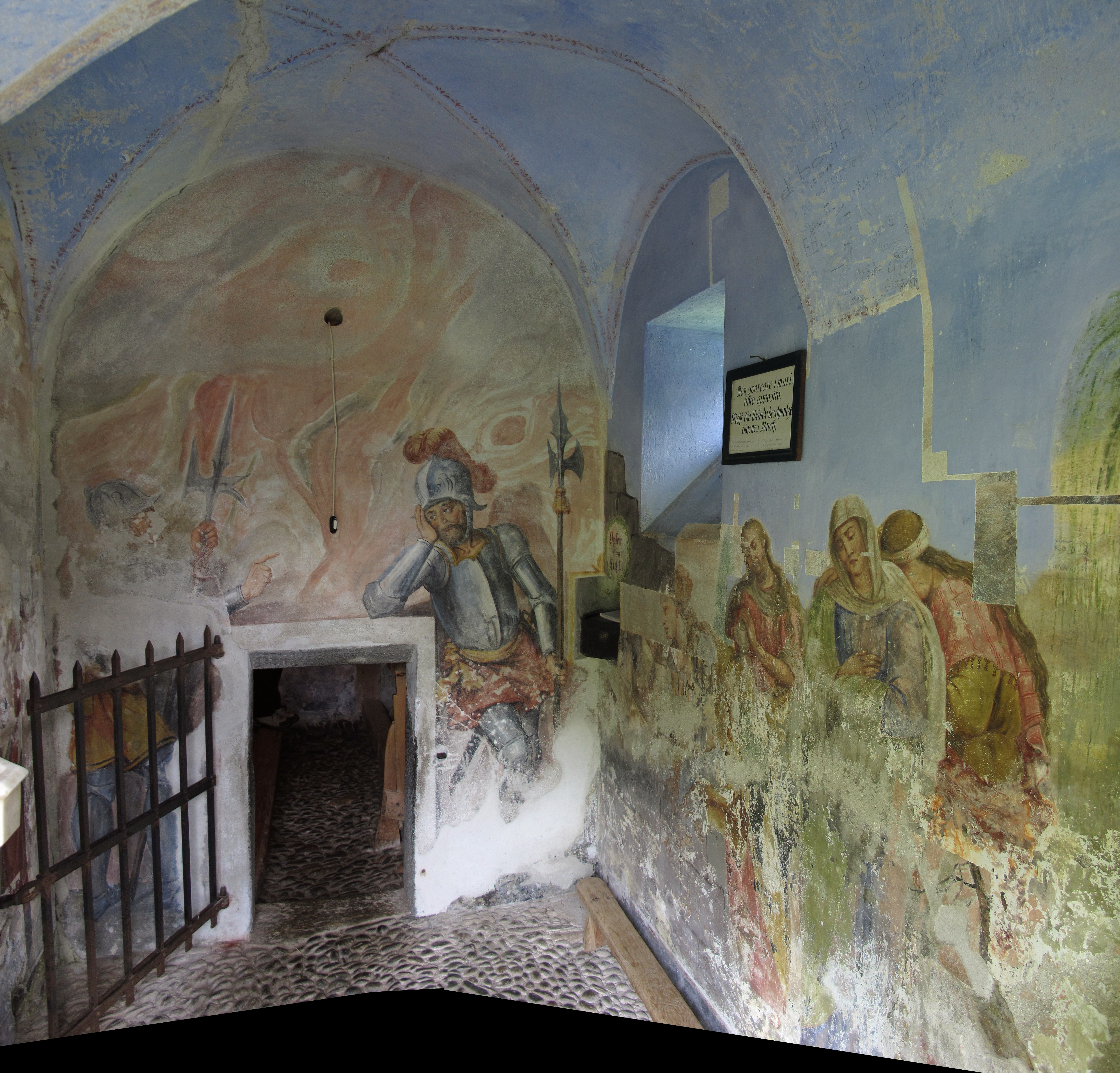
Inneres der Kapelle

## Geschichte

### Gründung
Stifter des Klosters Allerengelberg (mons omnium angelorum) war der Tiroler Landesfürst Heinrich, Herzog von Tirol und Kärnten und kurzzeitig ab 1307 König von Böhmen. Als ursprünglicher Standort war die eigene Burg Schnals des Landesfürsten vorgesehen (heute Katharinaberg). Die Formulierung der Stiftungsurkunde vom 25. Jänner 1326 lässt aber alternative Standorte zu. 1329 übersiedelten die Mönche aus unbekannten Gründen auf die Waldterrasse des Mons Cafril (Gorf ⇐ capra; Geißberg) weiter taleinwärts. Im Jahr 1332 wurde das Kloster eröffnet. Der erste Prior kam aus dem Kartäuserkloster Mauerbach bei Wien. Nachher wechselten sich die Kartause Buxheim bei Memmingen und das Kloster Mauerbach als Herkunftsort der Priore ab. Die Klosterinsassen setzten sich aus dem Prior, dem Vikar, dem Antiquarius, dem Procurator (Schaffner) und aus neun Mönchen zusammen. Der Klostergemeinde gehörten zudem zwei Laienbrüder an, einer war Kellermeister, und der andere führte die Apotheke und war zugleich Aderlasser und Rasierer. Um 1350 wurde die Burg Schnals (Snalse) von den Mönchen des Klosters geschleift, um zu verhindern, dass ein zukünftiger Burgherr dem Kloster Unannehmlichkeiten bereiten könnte. Das Kloster gehörte kirchenrechtlich zur Diözese Chur und wurde in deutschsprachigen Urkunden als „goczhaus Allerengelperg in Snalls Carthuser ordens vnd Churer bistumbs“ (1437) bezeichnet.

### Ausstattung
Im Stiftungsbrief überlässt der Landesfürst dem Kloster das Patronatsrecht an der Burg Schnals mit dem zugehörigen Mairhof, an seinen beiden Gorfhöfen in Schnals, an weiteren acht Schnalser Höfen (Walchhof, Hof im Wasser, Oberperfl, Niederhof, Leithof, Pretrach, Kofl und Wies in Kurzras) und über die Pfarre Naturns. Später kamen noch andere Schnalser Höfe dazu, so der Pinaudhof und der Pifrolhof in der Nähe des Klosters, die die klösterliche Landwirtschaft abrunden sollten, der Dursthof bei der Schnalsburg, sodass das Kloster über 15 Höfe allein im Schnalstal verfügte. Der Landesherr übergab dem Kloster später die Baurechte am Platthof in Schnals und an verschiedenen Weinhöfen in Staben und Kastelbell, die Fischereirechte im Haider See und im Teil der Etsch zwischen Töll und Eyrs sowie jährlich 50 Fuder Salz aus der Saline Hall bei Innsbruck und 100 Yhren (etwa 80 Hektoliter) Wein. Dem Kloster wurde die niedere Gerichtsbarkeit über acht Schnalser Höfe übereignet, dazu das Asylrecht, Zollfreiheit und das Recht, in vier Häusern in Innsbruck, Hall, Gries bei Bozen und Meran Herberge zu nehmen.

### Bauernwirren
In der zweiten Maihälfte des Jahres 1525 brachen aufständische Bauern in das Kloster ein, plünderten es und vernichteten einen Teil der Urkunden und der Urbare. Die Urkundensammlung wurde auf Betreiben der Tiroler Regierung in der Zeit zwischen 1547 und 1549 neu angelegt und wieder aufgerichtet. Ein zweiter Bauernsturm auf die Kartause, dessen Haupt der aus Lüsen stammende Müller Balthasar Dosser war, wurde 1562 im letzten Moment durch die Selbstanzeige seiner Frau bei den Behörden vereitelt. 1583 soll das Kloster nochmals von Bauern gestürmt worden sein. Das Kloster berief sich damals auf den Stiftungsbrief und wollte im Falle des Ablebens eines kinderlosen Bauern das Eigentum über den Hof beanspruchen. Eine hohe Landesstelle verfügte anstatt dessen, dass das Kloster im Falle des Ablebens des Baumannes oder seiner Frau – mögen Leibeserben vorhanden sein oder nicht – das beste Rindvieh, das sogenannte Sterberind, aus dem Stalle holen konnte. Diese Verfügung sorgte dauerhaft für Konflikte zwischen den Bauern und dem Kloster, bis schließlich 1725 eine zufriedenstellende Übereinkunft erzielt werden konnte.

### Erwerb des Gaienhofes in Marling
Im Jahr 1619 erwarb das Kloster um 7.500 Gulden ein großes Weingut in Marling. Eine unangenehme Begleiterscheinung war die häufige Trockenheit, unter der die Weinberge in dieser Gegend litten. Um dieser Wassernot abzuhelfen, entstand in der Zeit des Priorats von Michael Baych (1723–1737) die Idee, von der Töll bis Marling einen Bewässerungskanal zu bauen. Ein Vorschlag in diesem Sinne wurde auch der Gemeinde Marling schmackhaft gemacht, die sich schließlich dem Vorhaben anschloss. 1737 wurde mit den Arbeiten begonnen. Die hohen Kosten sorgten sowohl im Kloster als auch in der Gemeinde Marling für Unmut und ließen die Vorteile des Marlinger Waales noch Jahre später in den Hintergrund treten.

### Der Missgriff der Kaiserin Maria Theresia
Die meisten Priore waren untadelige, integre und fähige Leute, die das Kloster im Sinne der Ordensziele verwalteten und weiter brachten. Nach der Abberufung des Priors Gabriel von Froschauer, unter dem der Marlinger Waal fertig gebaut worden war, wurde 1756 auf Betreiben der Kaiserin Maria Theresia das Kloster der österreichischen Provinz des Ordens zugeschlagen. Sie berief höchst selbst den Kartäuser Max Maurisberg aus dem Kloster Mauerbach und ernannte ihn zum ersten Prälaten in Schnals. Dieser war jedoch ein vergnügungssüchtiger Mensch, ein Spieler, der das Vermögen des Klosters in den darauf folgenden Jahren verprasste und durchbrachte. Erst 1776 erwirkte der Konvent seine Abberufung. Sein Nachfolger, der Prälat Ambrosius Winkler, der als Rittmeister den ganzen Siebenjährigen Krieg mitgemacht hatte, ließ die Ordensgemeinschaft durch seine moralische Integrität diese zwanzig Jahre dauernde Misswirtschaft vergessen.

### Die Aufhebung des Klosters
Am 5. Februar 1782 wurde der Gubernialrat Karl Ignaz von Schenk im Kloster vorstellig und teilte der versammelten Ordensgemeinschaft die Aufhebung mit, die im Rahmen der Josephinischen Reformen verabschiedet worden war. Die Aufhebung habe aufgrund der allerhöchsten Entschließung vom 30. November 1781 zu erfolgen, der zufolge alle Klöster beiderlei Geschlechts, die sich nicht mit der Krankenpflege, der Seelsorge oder mit dem Unterricht befassten, aufgehoben würden. Die Insassen hätten binnen fünf Monaten das Kloster zu verlassen. Das Vermögen des Klosters werde veräußert, und der Erlös würde einem Religionsfonds zufließen.

### Verkauf und Entstehung des Dorfs Karthaus

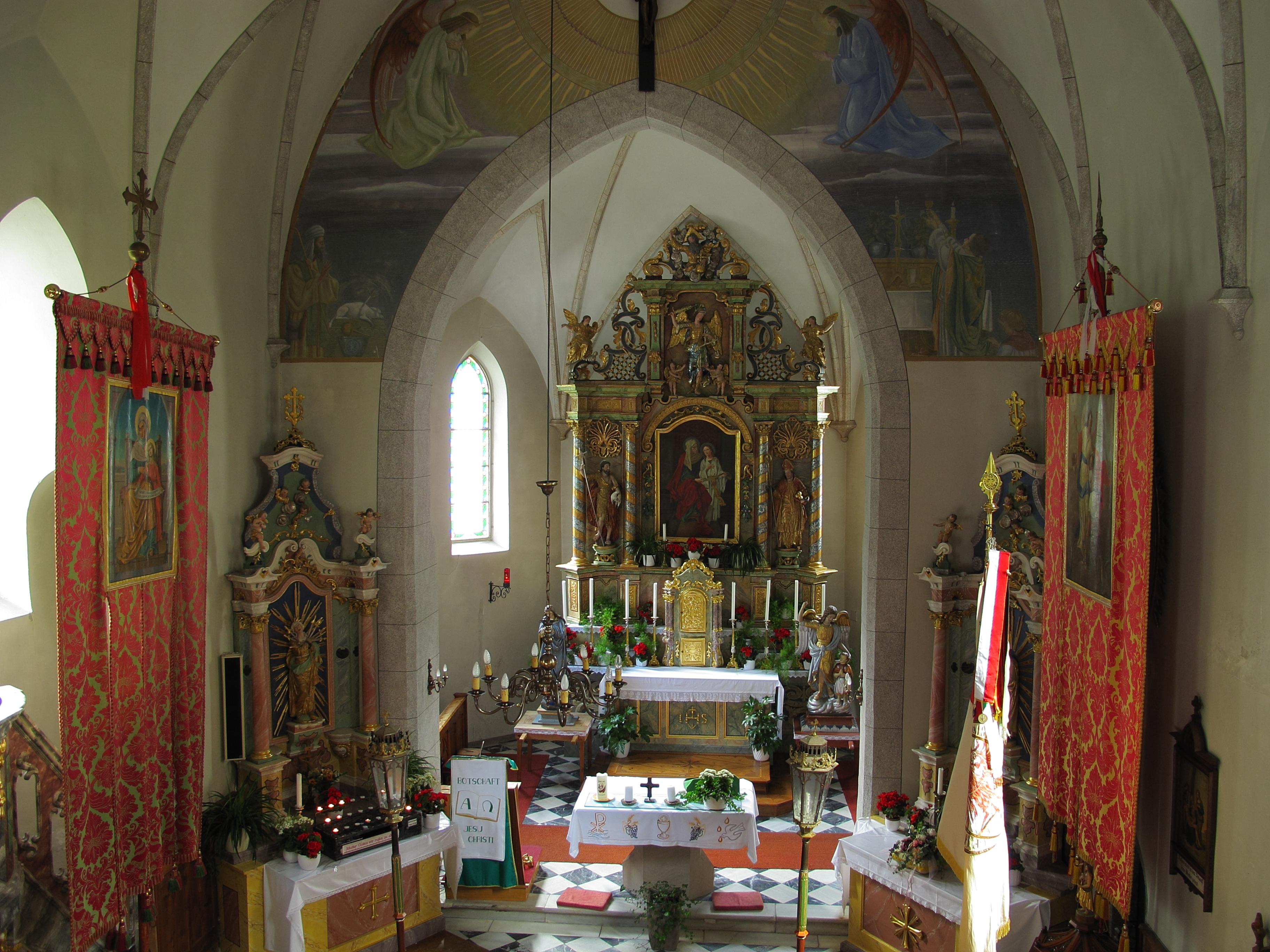
Innenansicht von St. Anna

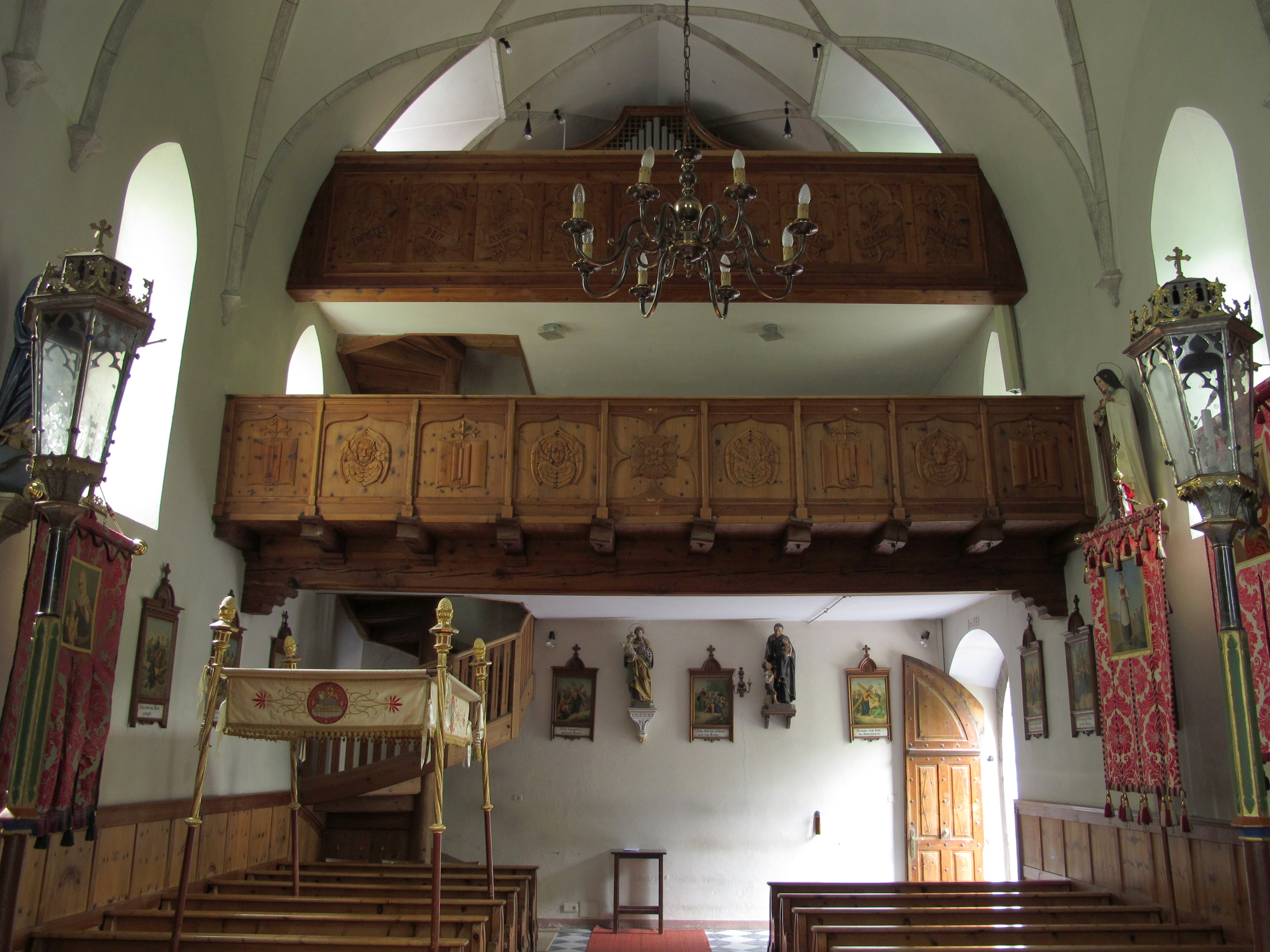
Empore

Für die Abwicklung des Verkaufs wurden 1783 zwei Verwalter bestellt. 1786 kaufte Monsignore Conte Francesco Castracane aus Fano bei Urbino die Klostergebäude mit den zugehörigen Gütern im Tale um 13.000 Gulden, ohne diese vorher je gesehen zu haben. Ihm wurde dabei von einem Duo, das aus einem der Verwalter und einem ehemaligen Klosterknecht bestand, so übel mitgespielt, dass er sich bald darauf nach einem Verlust von 5.000 Gulden zurückzog. 1794 wurden die Güter von der Regierung versteigert. Graf Hans Hendl erwarb die Liegenschaften im Tale um 7.500 Gulden und verkaufte alles klein parzelliert um die Gesamtsumme von 23.000 Gulden weiter. Das ehemalige Kloster wurde in der Folge von Bauern und Handwerkern neu besiedelt und wandelte sich zum Dorf Karthaus. Die beiden Kirchen, St. Michael und St. Anna, waren von der Versteigerung ausgenommen worden. St. Michael wurde der neuen Gemeinde geschenkt, die sie veräußerte. Der Käufer wandelte sie in einen Stall und einen Stadel um.

### Archiv und Bibliothek
Die Karthause verfügte über einen reichhaltigen Archiv- und Bibliotheksbestand, der mit der Aufhebung zerstreut wurde und in Bruchstücken im Franziskanerkloster Bozen und an der Universitätsbibliothek Innsbruck überliefert ist. Hervorzuheben ist die aus Allerengelberg stammende sog. Innsbrucker Briefsammlung aus der zweiten Hälfte des 13. Jahrhunderts (heute ULB Innsbruck, Hs. 400), die Briefe, Mandate und Diplome Friedrichs II. und Konrads IV. umfasst.

## Kuriositäten
Auf einer der Bogenflächen im oberen Kreuzgang war bis zum großen Brande im Jahr 1924 eine Darstellung des Opfers Abrahams zu sehen. Isaak kniete mit verbundenen Augen und mit gefesselten Händen auf dem Holzstoß. In kurzer Entfernung stand Abraham und hielt ein plumpes Gewehr in Anschlag, mit dem er auf den Kopf seines Sohnes zielte. Da erschien vom Himmel ein Engel und verhinderte die Tötung, indem er auf das Gewehrschloss herunterpinkelte. Unter dem Bild stand der der Reim: „Abraham du druckst umsunst, ein Engel dir aufs Zündloch brunst“.